# 4位元
Intel 4004，是世界上第一個單晶片 微處理器，是屬於4位元的 CPU。HP48 Saturn 處理器基本上也是4位元機器，雖然他把多個字組串在一起，也就是他的記憶體定址是20位元。

## 外部連結
- Saturn CPU 連結（页面存档备份，存于）